# Basler Torturm

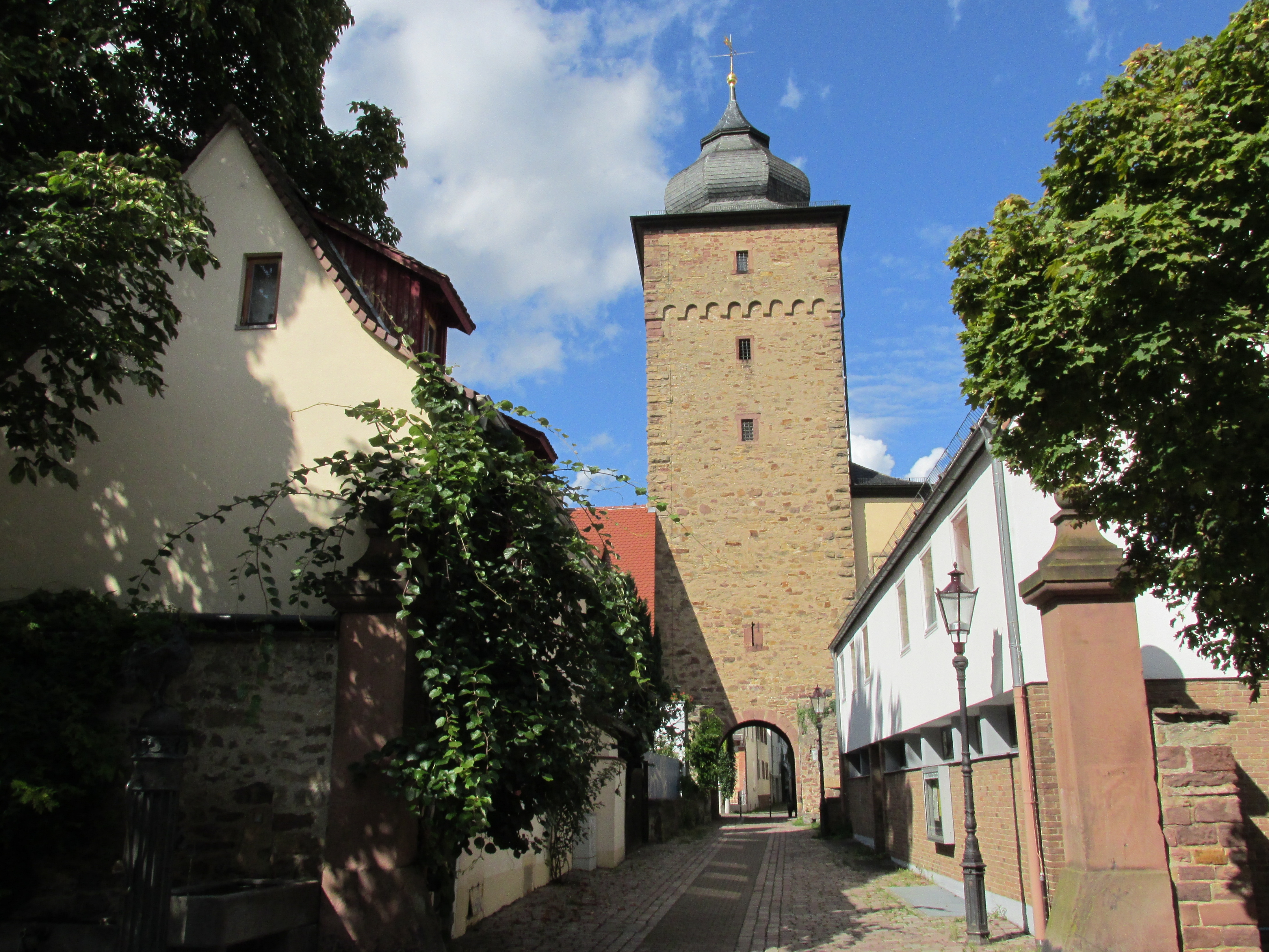
Basler Torturm in Durlach

Der Basler Torturm in Durlach, einem Stadtteil von Karlsruhe im nördlichen Baden-Württemberg, ist das letzte erhaltene Stadttor der ehemals markgräflichen Residenzstadt. Der Torturm ist ein geschütztes Kulturdenkmal.
Seinen Namen nach der Stadt Basel hat das Tor, weil es ehemals der Zugang zur Post- und Heerstraße nach Basel war.
Nachdem der Torturm im Verlauf des Pfälzischen Erbfolgekriegs 1689 von französischen Truppen in Brand gesteckt worden war, erfolgte 1760/61 der Wiederaufbau. Die kleinen Mauern vor dem Tor dienten ursprünglich als Brückengeländer. Die Bögen unter der Brücke sind noch erhalten, aber zugeschüttet.
Auf den circa 24 Meter hohen rechteckigen Steinbau setzte der Zimmermann Zacharias Weiß aus Grötzingen ein gewölbtes barockes Dach, eine sogenannte welsche Haube. Ein neuer Treppenanbau im zweiten Stockwerk erschloss den Turm nach dem Zerfall der Stadtmauer. Das erste Geschoss ist nur noch durch eine Luke durch die Decke erreichbar. Deswegen hielt sich lange die Meinung, das es ein Verlies gewesen sei. Dies stimmt nicht, da das erste Geschoss eine Tür nach draußen mit einem innenliegenden Riegel hat. Die besagte Tür im ersten Geschoss war früher der Eingang zum Turm. Dieser war über einen hölzernen Wehrgang erreichbar, der von der Stadtmauer stadtseitig um den Turm herum an der Tür vorbei und auf die andere Seite des Turmes führte.

## Zeitgeschichte
Im Jahr 1968 gründeten Karlsruher Jugendliche mit dem Antiautoritären Jugendheim Roter Turm in den Räumen des Turmes eines der ersten selbstverwalteten Jugendheime Deutschlands. Es wurde am 28. Mai 1969, fünf Wochen vor dem gerichtlich anberaumten Termin, von der Karlsruher Polizei geräumt. Die in den Innenräumen angebrachten Parolen und Wandbilder aus den Monaten des Roten Turmes befinden sich noch immer dort, überdeckt von den Anstrichen der letzten Jahrzehnte.